# Mood Indigo
Mood Indigo (1930) et (1955) est une composition de jazz et une chanson, écrite par Duke Ellington et  Barney Bigard pour la musique et Irving Mills pour les paroles. 

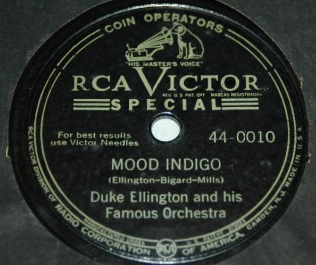
Disque de Mood Indigo sur le label RCA Victor

La chanson est rapidement devenue un standard de jazz et est reprise par de nombreux artistes comme par exemple Anaïs Reno sur l'album Lovesome Thing.